# 파진찬
파진찬(波珍飡)은 신라의 17관등에서 4등에 해당하는 관등이다. 해간(海干) 혹은 파미간(破彌干)이라고도 하며, 《일본서기》에는 파진간기(破珍干岐) 또는 파진한기(波鎭漢紀)로 기재되어 있다.

## 개요
《삼국사기》에는 노례왕이 17관등을 제정할 때 처음 제정되었다고 하며, 탈해왕 21년(77년)에 금관가야와의 전투에서 공을 세운 길문(吉門)에게 파진찬을 제수했다는 것이 최초의 파진찬 제수 기록이다.
신라뿐 아니라 후백제와 후고구려의 관등으로도 쓰였다.

## 관명에 대하여
파진찬은 바다와 관련된 해양업무를 관장하는 벼슬로 당시 사로국이 터를 잡고 있던 경주가 내륙지방임에도 불구하고 《삼국사기》에는 파진찬이라는 직책을 상당히 중요하게 여긴 것으로 기록되어 있다. 영남 내륙지역에서 동해나 남해로 나갈 때 크게 사용하는 것이 낙동강이고 그 다음에 사용하는 것이 동해안인데 동해안으로 나가려면 경주를 거쳐서 경주 가까이 감포, 울산, 포항 방면으로 나갈 수 있고 따라서 경주는 내륙에 있지만 바다에 밀접하게 관련되어 있는 도시이다. 그래서 바다에 가까이에서 바다와 관련된 어떤 수장층을 지배체제 내에 편입시키면서 파진찬이라고 하는 관등을 만들어 넣었던 것으로 해석된다.
《삼국사기》에는 파사 이사금이 84년 2월에 윤량(允良)을 파진찬으로 삼았다는 기록이 있는 바, 이는 파사이사금 시기에 사로국이 동해 연안까지 영토를 확장해서 지배했던 것이 아니라, 동해안쪽에 있던 어떤 세력의 우두머리를 포섭해서, 사로국의 지배체제에 순응하겠다는 다짐을 받아낸 다음에, 그에게 바닷가 사람들이 오랫동안 사용해 온 파진찬이라는 칭호를 사로국 임금의 명의로 부여한 것이라 할 수 있다.

## 참고 문헌
- 《삼국사기》<신라본기 제1권 파사 이사금 條>
- 한국방송공사 (2007년 9월 1일). “KBS 라디오 다큐멘터리 역사를 찾아서 <제150편> 파사이사금, 소국병합에 나서다”. 2012년 12월 19일에 원본 문서에서 보존된 문서. 2007년 11월 12일에 확인함.